# Kirchet

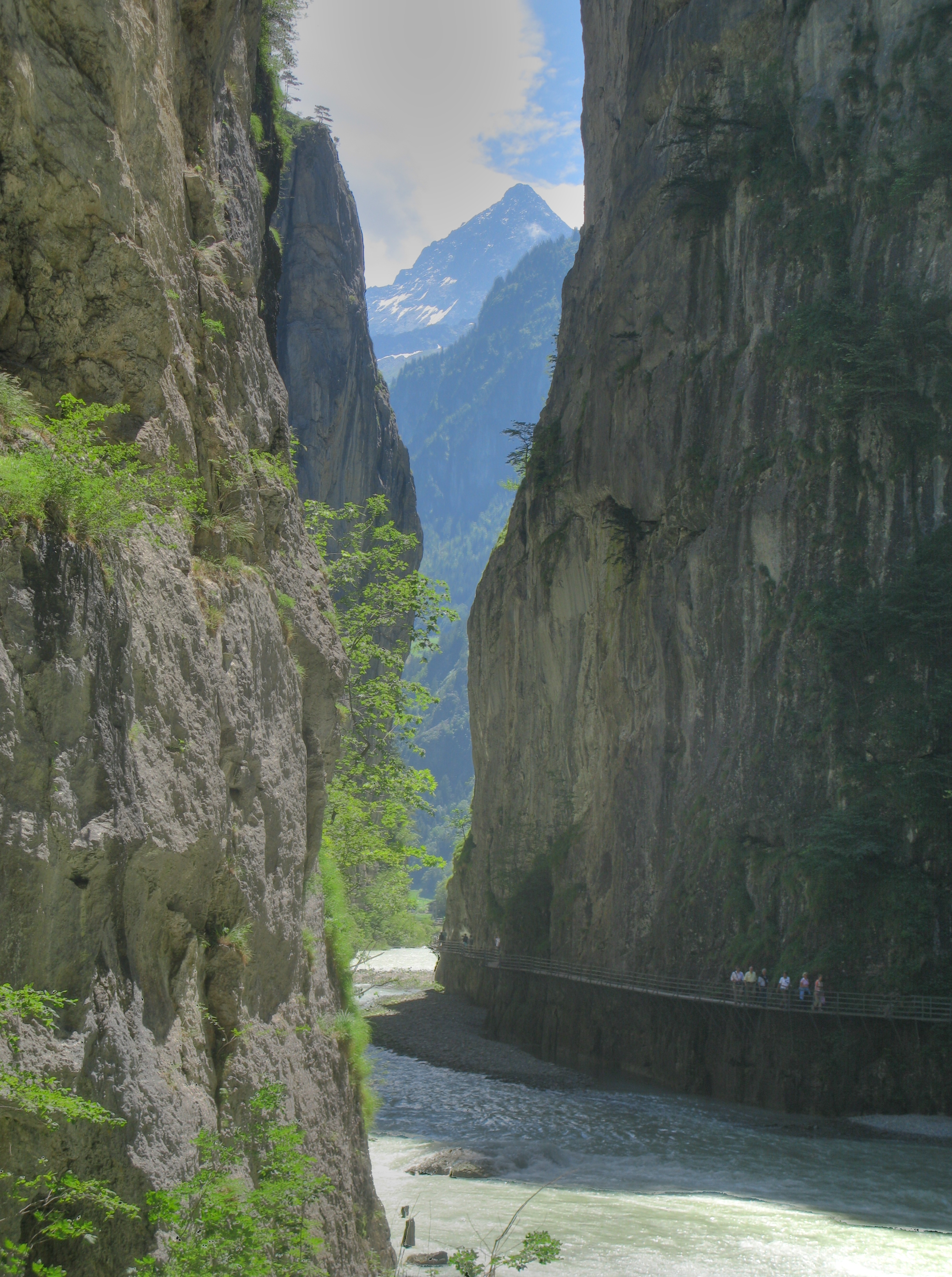
Le Kirchet dans les gorges de l'Aar

Le Kirchet est un rempart de rochers, principalement constitué de calcaire très dur, datant du crétacé, situé dans la vallée du Hasli (en allemand Haslital), sur le territoire de la commune de Meiringen en Suisse. 
L'Aar y a percé une gorge, les gorges de l'Aar qui se terminent sur les chutes du Reichenbach,.

## Historique
Il s’agit d’un dépôt des sédiments de la fosse de la Thétys datant d’environ 130 à 60 millions d’années, qui s’est consolidé. Lors du plissement des Alpes, il y a environ 15 millions d’années, les roches du Kirchet n’ont été qu’à peine plissées et fissurées. Ainsi ces roches ont gardé une remarquable résistance à l’érosion. La formation des glaciers pendant la première période glaciaire (1-2 millions d’années) n’a pu que limer la roche, mais ne l’a pas emportée. Les gorges de l’Aar actuelles proviennent des différentes périodes inter-glaciaires suivantes et de la formation consécutive de moraines : l’eau de fonte a dû se frayer un nouveau passage à travers la roche.
Outre la gorge de l'Aar actuelle, 5 autres gorges plus anciennes ont été dénombrées, remplies partiellement ou complètement par des moraines, par exemple Lautere Schlucht, qui débute près de la place de parc de l’entrée des gorges actuelles. À ce jour, il n’a pas encore été possible d’attribuer ces 5 anciennes gorges aux différentes périodes glaciaires.